# フジケンエンジニアリング
フジケンエンジニアリング株式会社は、愛媛県松山市に本社を置くプラントエンジニアリング会社。

## 事業所
- 本社 - 愛媛県松山市古三津2-16-3
- 松山事業所 - 愛媛県松山市古三津3-21-3
- 坂出事業所 - 香川県坂出市番の州町2
- 徳島事業所 - 徳島県阿南市橘町幸野106
- 橘湾事業所 - 徳島県阿南市橘町小勝3
- 西条事業所 - 愛媛県西条市喜多川853
- 伊方事業所 - 愛媛県西宇和郡伊方町九町越
- 高知事業所 - 高知県高知市長浜3107-8
- 関東事業所 - 千葉県木更津市金田東4-10-1
- 関西事業所 - 兵庫県明石市和坂稲荷町46-2
- 新居浜出張所 - 愛媛県西条市船屋乙145-1
- 日本ケッチェン出張所 - 愛媛県新居浜市磯浦町17-4
- 竹原出張所 - 広島県竹原市忠海長浜2-1-1Jハウス
- 神戸出張所 - 兵庫県神戸市灘区灘浜東町2　(株)神戸製鋼所 神戸製鉄所内
- 磯子出張所 - 神奈川県横浜市磯子区新磯子町37-2　J-POWER 磯子火力発電所内
- 春日部出張所 - 埼玉県春日部市豊町2-15-8-105
- 西条技術センター - 愛媛県西条市ひうち8-7
- 本社工場 - 愛媛県松山市古三津2-15-20
- 勝岡工場 - 愛媛県松山市勝岡町1163-6
- 西条第1工場 - 愛媛県西条市ひうち字西ひうち8-7
- 西条第2工場 - 愛媛県西条市ひうち字西ひうち3-59

## 沿革
- 1960年12月 - 「富士建設工業株式会社」（所在地：愛媛県越智郡宮窪町四阪島）を設立。
- 1962年3月 - 本社所在地を松山市古三津二丁目16番3号に移転。松山工場竣工。
- 1970年11月 - 坂出事業所開設。
- 1973年4月 - 徳島事業所開設。新居浜出張所開設。
- 1974年10月 - 伊方事業所開設。
- 1975年4月 - 西条事業所開設。
- 1977年3月 - 商号を「フジケンエンジニアリング株式会社」と改称。
- 1978年12月 - 本社ビル竣工。
- 1982年8月 - 西条第1工場竣工。
- 1989年9月 - 高知事業所開設。
- 1991年6月 - 勝岡工場竣工。
- 1994年5月 - 西条第2工場竣工。
- 1995年2月 - 関東事業所開設。
- 1998年3月 - 西条第3工場竣工。
- 2006年2月 - ISO9001認証取得
- 2014年9月 - 橘湾事業所開設。
- 2019年1月 - 関西事業所開設。
- 2020年9月 - 竹原出張所開設。

## グループ会社
- 株式会社五興商事（産業用資材販売・リース業）
- 株式会社テックス（FAシステム機器の設計・製作）
- 株式会社日商（不動産賃貸管理業）
- フジエンタープライズ株式会社（賃貸マンション経営）